# Никифор Тарханиот
Никифор Тарханиот  (на средногръцки: Νικηφόρος Ταρχανειώτης) е византийский аристократ и пълководец от XIII век, велик доместик на Никейската империя при император Йоан III Дука Ватаций и Теодор II Ласкарис.
Никифор е издънка на фамилията на Тарханиотите – аристократичен клан, който е част от военната аристокрация на Византия от края на X век. За първи път за Никифор се споменава при управлението на никейския император Йоан III Ватаций, който през 1237 г. го назначил на длъжността столник (ὁ ἐπὶ τῆς τραπέζης, отговорник за трапезата) и му поверил завоюваната и стратегически важна крепост Цурулум в Тракия. На този пост Никифор успешно защитава Цурулум от съвместния българо-латински опит за превземането на крепостта през същата година. През 1241 г. Никифор Тарханиот придружава императора в кампанията му, която води до превземането на Солун. Определян като талантлив пълководец от Георги Акрополит, през 1252 г. Никифор е назначен за велик доместик на армията на мястото на своя тъст Андроник Палеолог, починал през същата година. Така начело на армията Никифор Тарханиот участва и в последната кампания на Йоан III Ватаций срещу Епирското деспотство през 1253 – 1254.
Никифор Тарханиот остава велик доместик и през първата половина от управлението на император Теодор II Ласкарис, след което постът преминава в ръцете на новите фаворити на императора – братята Музалони, Андроник и Георги. Роднина на Палеолозите по сватовство, през 1259 г. Никифор Тарханиот подкрепя възцаряването на своя шурей Михаил VIII Палеолог, който се отплаща за подкрепата, като връща Никифор на поста велик доместик през 1260 г. и удостоява синовете му с високи длъжности.
Съдейки по факта, че съпругата му се замонашва през 1266 г., изследователите приемат, че най-вероятно към това време Никифор вече е бил покойник.

## Семейство
Никифор Тарханиот е бил женен два пъти. Първата му съпруга е била дъщеря на протостратор Андроник Дука Априн, от която Никифор имал една дъщеря – монахиня в Константинопол през 1366 -1303, споменавана с името Ностонгониса Тарханиотиса. Вторият брак на Тарханиот, сключен приблизително около 1237 г., е с Мария Палеологина, по-голяма сестрата на Михаил VIII, от която Никифор има четири деца:
- Теодора (или Теодосия) Тарханиотиса, съпруга на Василий Каваларий, с когото впоследствие била разделена и после омъжена за великия стратопедарх Валанидиот;[10]
- Михаил Тарханиот, велик примикюр, протостратор и велик доместик на войската, отличил се във войните срещу турците и Анжуйците;[11]
- Андроник Тарханиот, велик конетабъл и управител на Адрианопол;[12].
- Йоан Тарханиот, генерал[13] и водач на арсенитите[14], заточен през 1283 от император Андроник II Палеолог[15].

След смъртта на Никифор съпругата му се замонашила под името Марта и основала константинополския манастир Кира-Марта.